# Foncquevillers
Foncquevillers [fɔ̃kvile] est une commune française située dans le département du Pas-de-Calais en région Hauts-de-France. Ses habitants sont appelés les Foulquois.
La commune fait partie de la communauté de communes du Sud-Artois qui regroupe 64 communes et compte 27 059 habitants en 2021.

## Géographie

### Localisation
Localisée dans le sud-est du département du Pas-de-Calais et limitrophe du département de la Somme, Foncquevillers est une commune située, à vol d'oiseau, à 15 km au nord-ouest de la commune de Bapaume et à 18 km au sud-ouest de la commune d’Arras (chef-lieu d'arrondissement et préfecture du Pas-de-Calais).
Le territoire de la commune est limitrophe de ceux de huit communes, dont une, Bayencourt, dans le département de la Somme.
Les communes limitrophes sont  Bayencourt, Bienvillers-au-Bois, Bucquoy, Gommecourt, Hannescamps, Hébuterne, Sailly-au-Bois et Souastre.

### Géologie et relief
La superficie de la commune est de 9,3 km2 ; son altitude varie de 138  à   162 m.

### Hydrographie
La commune est située dans le bassin Artois-Picardie. Elle n'est drainée par aucun cours d'eau,.

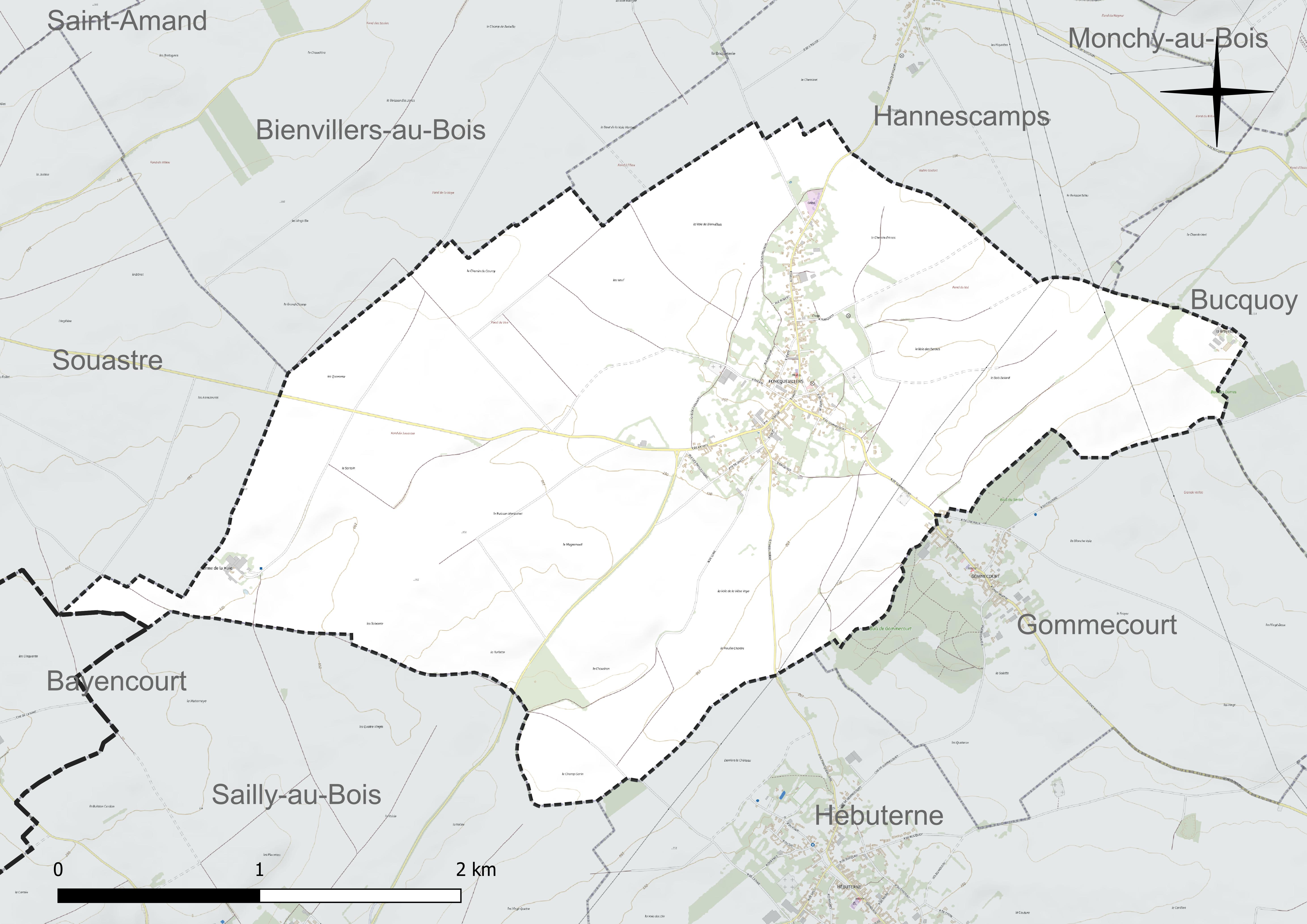
Réseau hydrographique de Foncquevillers.

### Climat
Pour des articles plus généraux, voir Climat des Hauts-de-France et Climat du Pas-de-Calais.
En 2010, le climat de la commune est de type climat océanique dégradé des plaines du Centre et du Nord, selon une étude du CNRS s'appuyant sur une série de données couvrant la période 1971-2000. En 2020, Météo-France publie une typologie des climats de la France métropolitaine dans laquelle la commune est exposée à un climat océanique et est dans la région climatique Nord-est du bassin Parisien, caractérisée par un ensoleillement médiocre, une pluviométrie moyenne régulièrement répartie au cours de l'année et un hiver froid (3 °C).
Pour la période 1971-2000, la température annuelle moyenne est de 9,8 °C, avec une amplitude thermique annuelle de 14,5 °C. Le cumul annuel moyen de précipitations est de 850 mm, avec 12,4 jours de précipitations en janvier et 9,6 jours en juillet. Pour la période 1991-2020, la température moyenne annuelle observée sur la station météorologique la plus proche, située sur la commune de Saulty à 10 km à vol d'oiseau, est de 10,4 °C et le cumul annuel moyen de précipitations est de 899,7 mm,. Pour l'avenir, les paramètres climatiques de la commune estimés pour 2050 selon différents scénarios d'émission de gaz à effet de serre sont consultables sur un site dédié publié par Météo-France en novembre 2022.

### Paysages
Pour un article plus général, voir Paysage en France.
La commune est située dans le paysage régional des grands plateaux artésiens et cambrésiens tel que défini dans l'atlas des paysages de la région Nord-Pas-de-Calais, conçu par la direction régionale de l'Environnement, de l'Aménagement et du Logement (DREAL),. Ce paysage régional, qui concerne 238 communes, est dominé par les « grandes cultures » de céréales et de betteraves industrielles qui représentent 70 % de la surface agricole utilisée (SAU).

### Milieux naturels et biodiversité

#### Espèces faunistiques et floristiques recensées
Le site de l'Inventaire national du patrimoine naturel (INPN) recense 72 espèces faunistiques et floristiques sur le territoire de la commune dont 12 protégées et 8 taxons (espèces et sous-espèces) menacées et quasi-menacées.

## Urbanisme

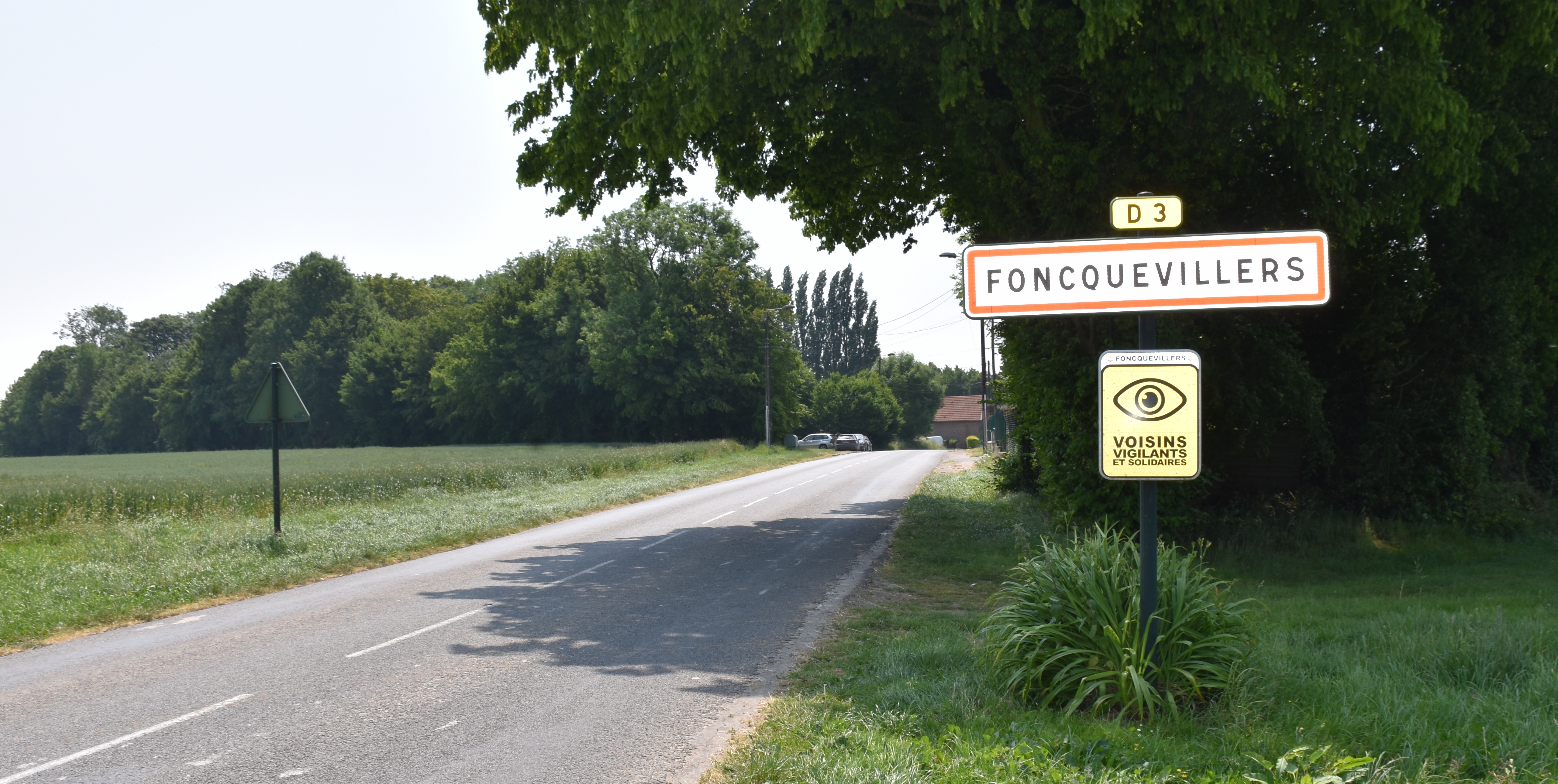
Une entrée de la commune.

### Typologie
Au 1er janvier 2024, Foncquevillers est catégorisée commune rurale à habitat dispersé, selon la nouvelle grille communale de densité à sept niveaux définie par l'Insee en 2022.
Elle est située hors unité urbaine. Par ailleurs la commune fait partie de l'aire d'attraction d'Arras, dont elle est une commune de la couronne,. Cette aire, qui regroupe 163 communes, est catégorisée dans les aires de 50 000 à moins de 200 000 habitants,.

### Occupation des sols
L'occupation des sols de la commune, telle qu'elle ressort de la base de données européenne d'occupation biophysique des sols Corine Land Cover (CLC), est marquée par l'importance des territoires agricoles (94,3 % en 2018), en diminution par rapport à 1990 (96,5 %). La répartition détaillée en 2018 est la suivante : 
terres arables (91,5 %), zones urbanisées (5,7 %), prairies (2,8 %). L'évolution de l'occupation des sols de la commune et de ses infrastructures peut être observée sur les différentes représentations cartographiques du territoire : la carte de Cassini (XVIIIe siècle), la carte d'état-major (1820-1866) et les cartes ou photos aériennes de l'IGN pour la période actuelle (1950 à aujourd'hui).

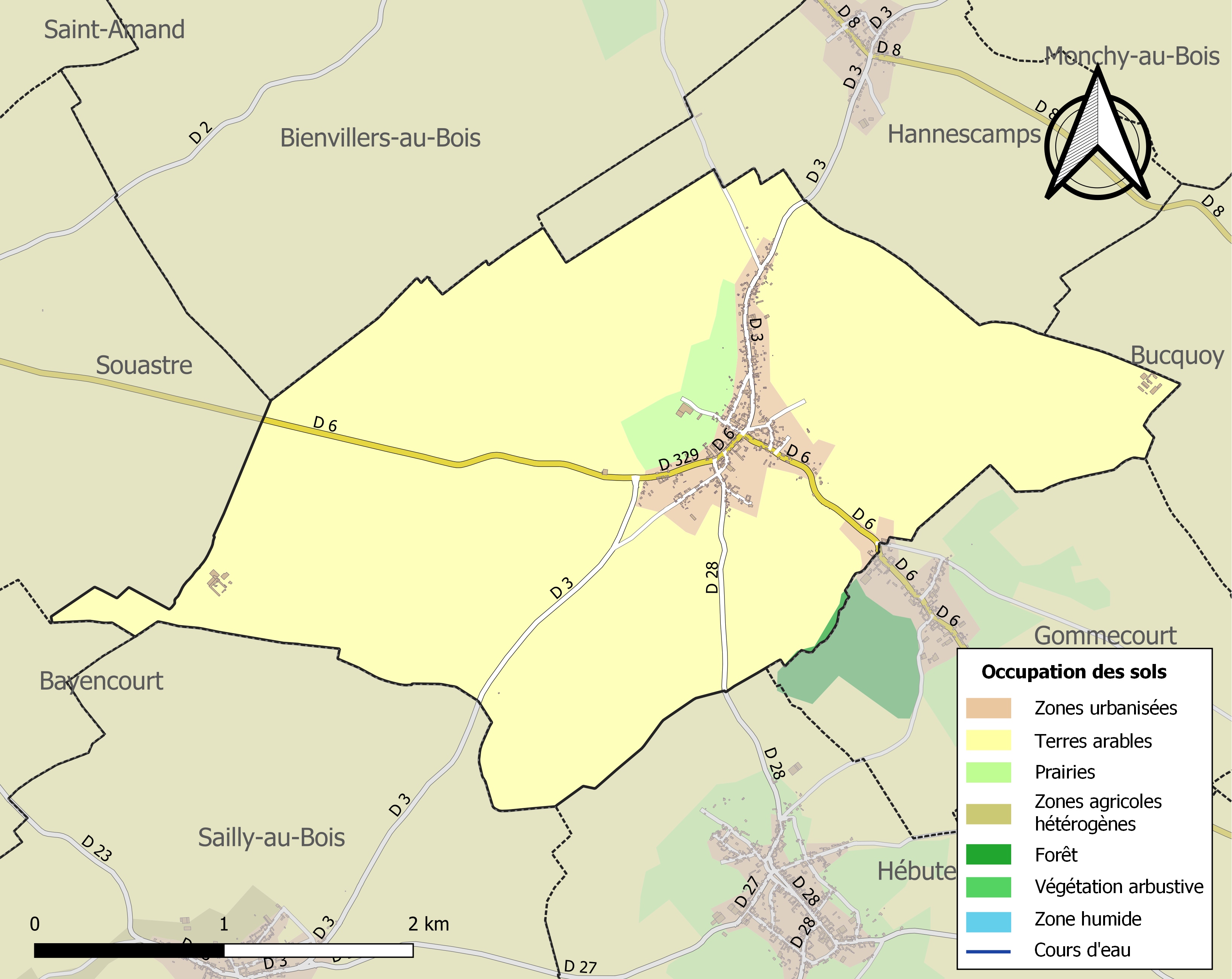
Carte des infrastructures et de l'occupation des sols de la commune en 2018 (CLC).

### Voies de communication et transports

#### Voies de communication
La commune est desservie par les routes départementales D 3, D 6 et D 28.

#### Transport ferroviaire
La commune se trouve à 13 km, à l'ouest, de la gare d'Achiet, située sur la ligne de Paris-Nord à Lille, desservie par des trains TER Hauts-de-France.

## Toponymie

### Attestations anciennes
Le nom de la localité est attesté sous les formes Fouconviler en 1207 ; Fouchonviler en 1215 ; Foukonviler en 1247 ; Foukeviler, Fouqviler et Fouconvilé au XIIIe siècle ; Foucomvuillers en 1379 ; Fauconvillet, Foconviller en 1432 ; Faulconviller en 1445 ; Fouquonviller en 1469 ; Foucqonviller en 1475 ; Fauconvillers en 1507 ; Foucqueviller en 1507 ; Foulconviller en 1515 ; Fauconvillers en 1545 ; Fouquenviller en 1559 ; Foucquevillers en 1562 ; Foncqvillers en 1653 ; Froucqvilliers en 1680 ; Fouquevillers en 1720 ; Foncquevillers au XVIIIe siècle ; Fonquevillers en 1793 ; Fouquevillers et Foncquevillers depuis 1801.

### Étymologie
D'un nom de personne germanique Folco(n) + villare : Fouconviller (1207).

## Histoire
François-Ignace-Marie de Gantès (1750-1815), écuyer, est seigneur d'Ablainzevelle, Rebecques, Foncquevillers, Saint-Marcq. Fils de François-Michel-Bernard, écuyer, et de Marguerite-Thérèse-Françoise du Pont, il nait à Ablainzevelle le 25 janvier 1750, est reçu page de la chambre du roi le 1er janvier 1763 (à 13 ans), devient sous-lieutenant au régiment de cavalerie Royal Pologne par brevet du 31 décembre 1766 (à 16 ans), puis capitaine au même régiment en septembre 1775. Après la Révolution française, il est retrouvé conseiller de préfecture du Pas-de-Calais. Il épouse le 14 octobre 1777 Marie-Françoise-Thérèse Petitpas, née à Lille en juillet 1752 (baptisée le 13 juillet 1752), fille de Charles-Hippolyte, chevalier, seigneur de Walle, prévôt de Lannoy, ex-enseigne aux gardes wallonnes, enseigne de grenadiers, et de Jeanne-Françoise Bourdon. François de Gantès meurt veuf le 3 février 1815, à 65 ans, est inhumé à Saint-Laurent-Blangy.

### Première Guerre mondiale
Dès octobre 1914, le village et ses abords est soumis à des canonnades jugées intenses.
La commune est décorée de la croix de Guerre 1914-1918 par décret du 23 septembre 1920, distinction également attribuée à 276 autres communes du Pas-de-Calais.

La commune pendant la Première Guerre mondiale
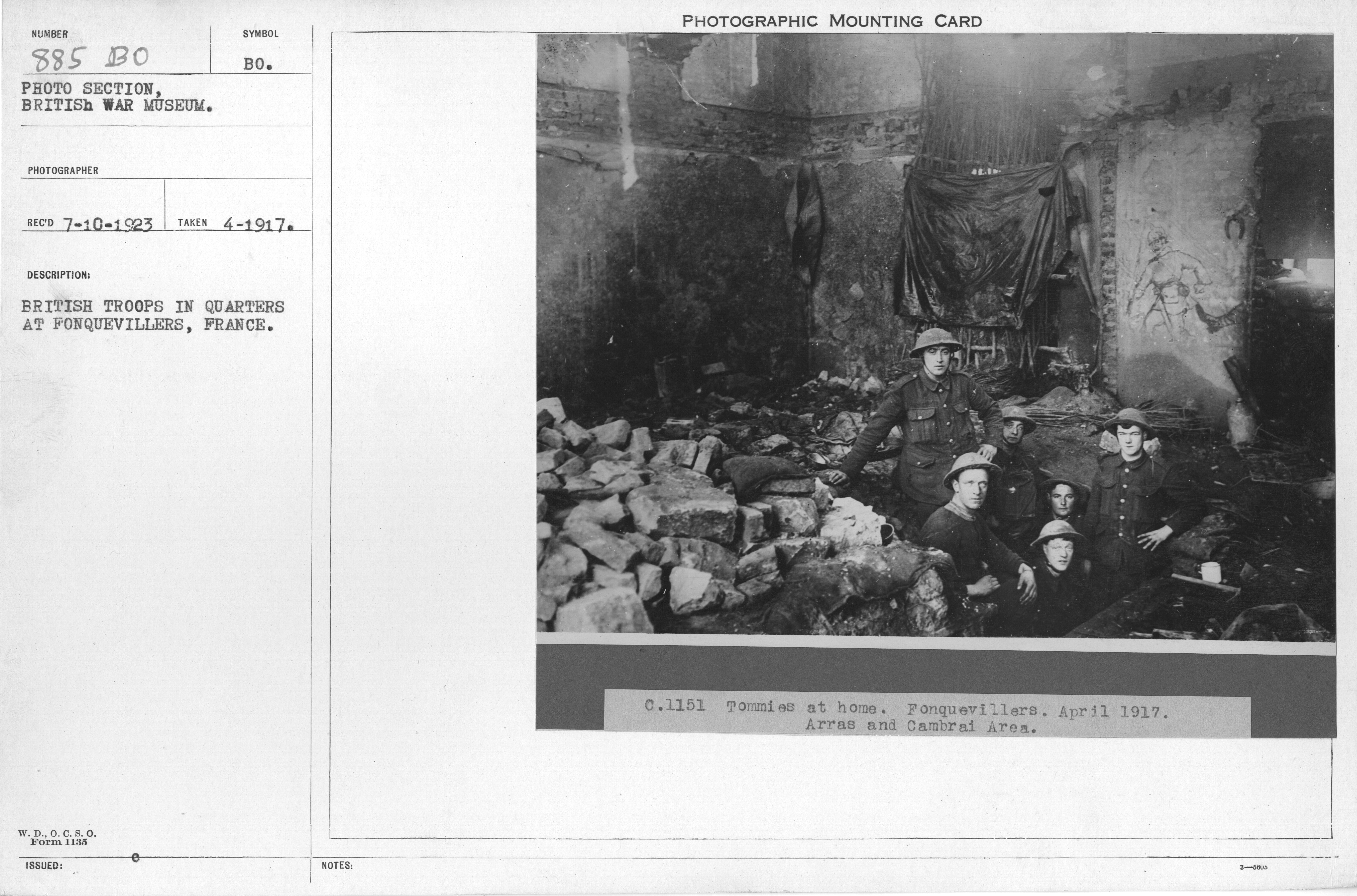
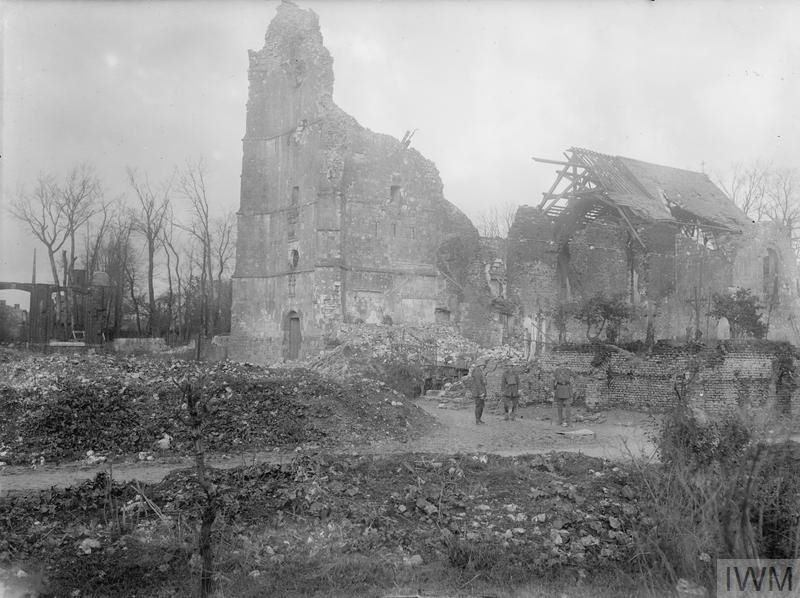
L'église.
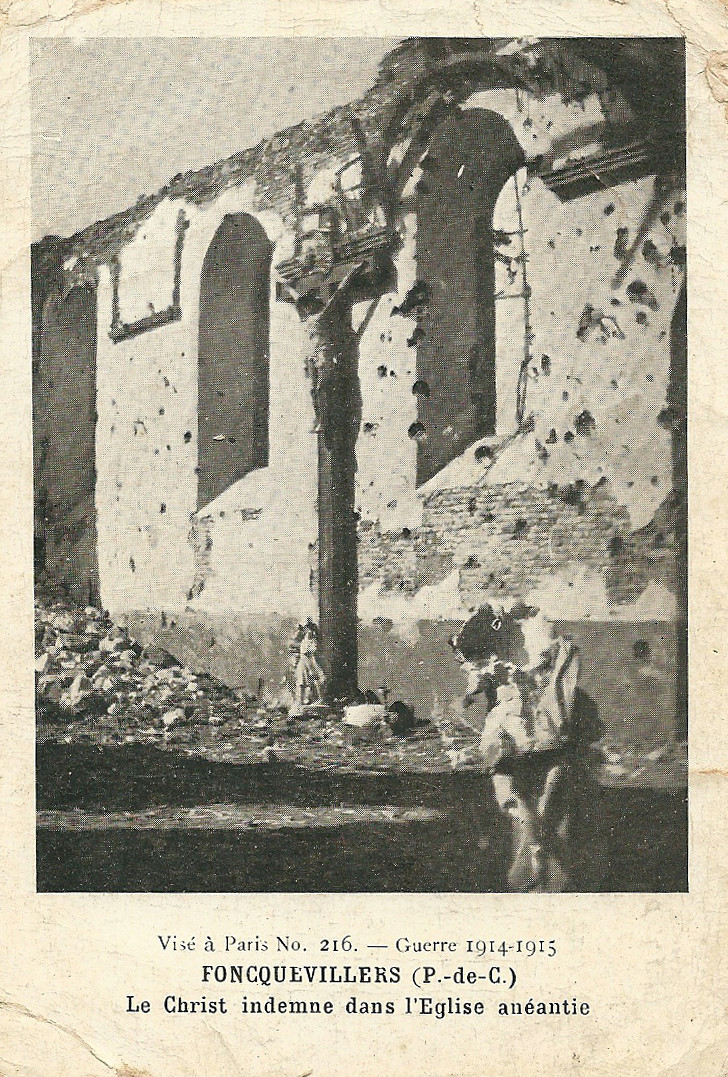
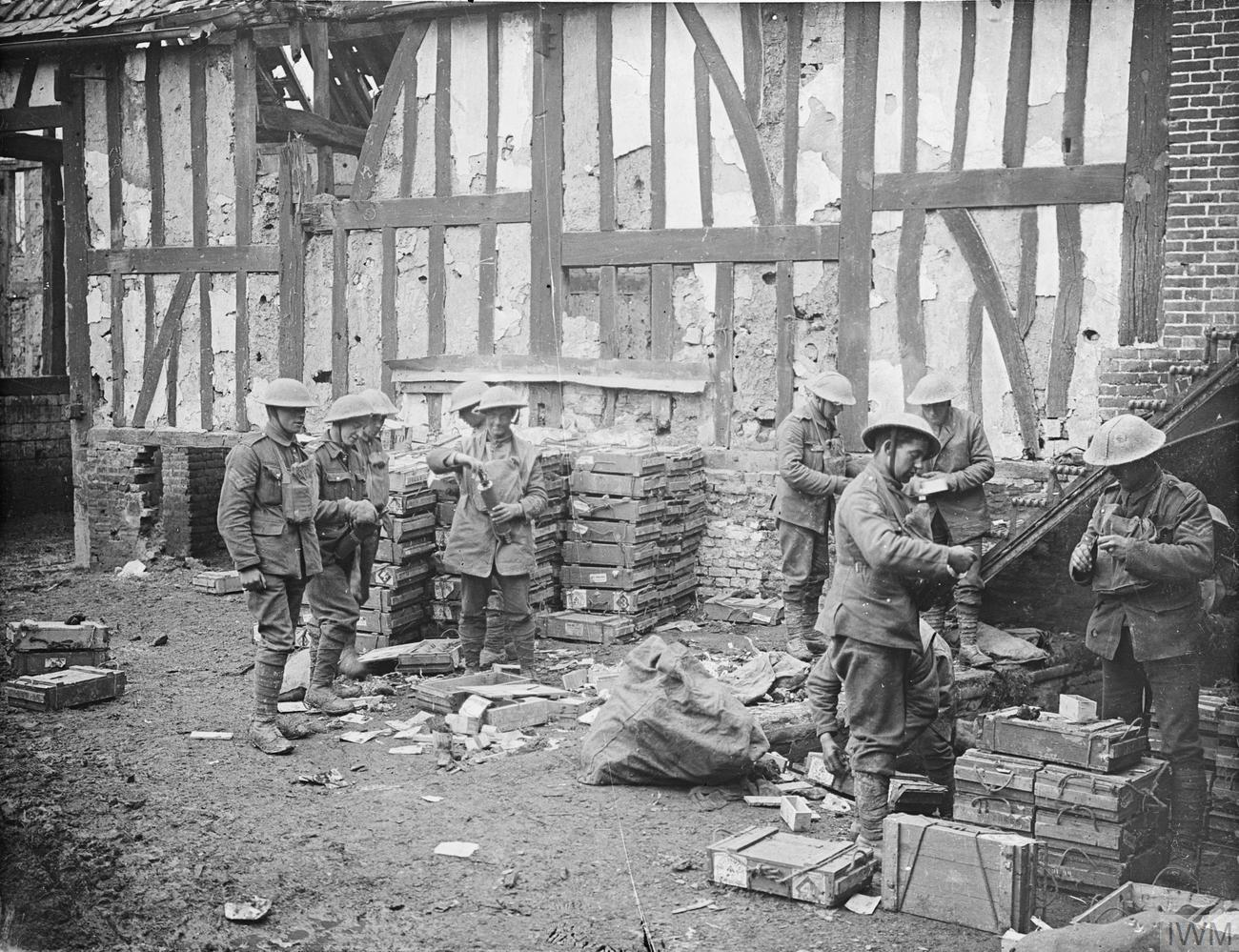

## Politique et administration

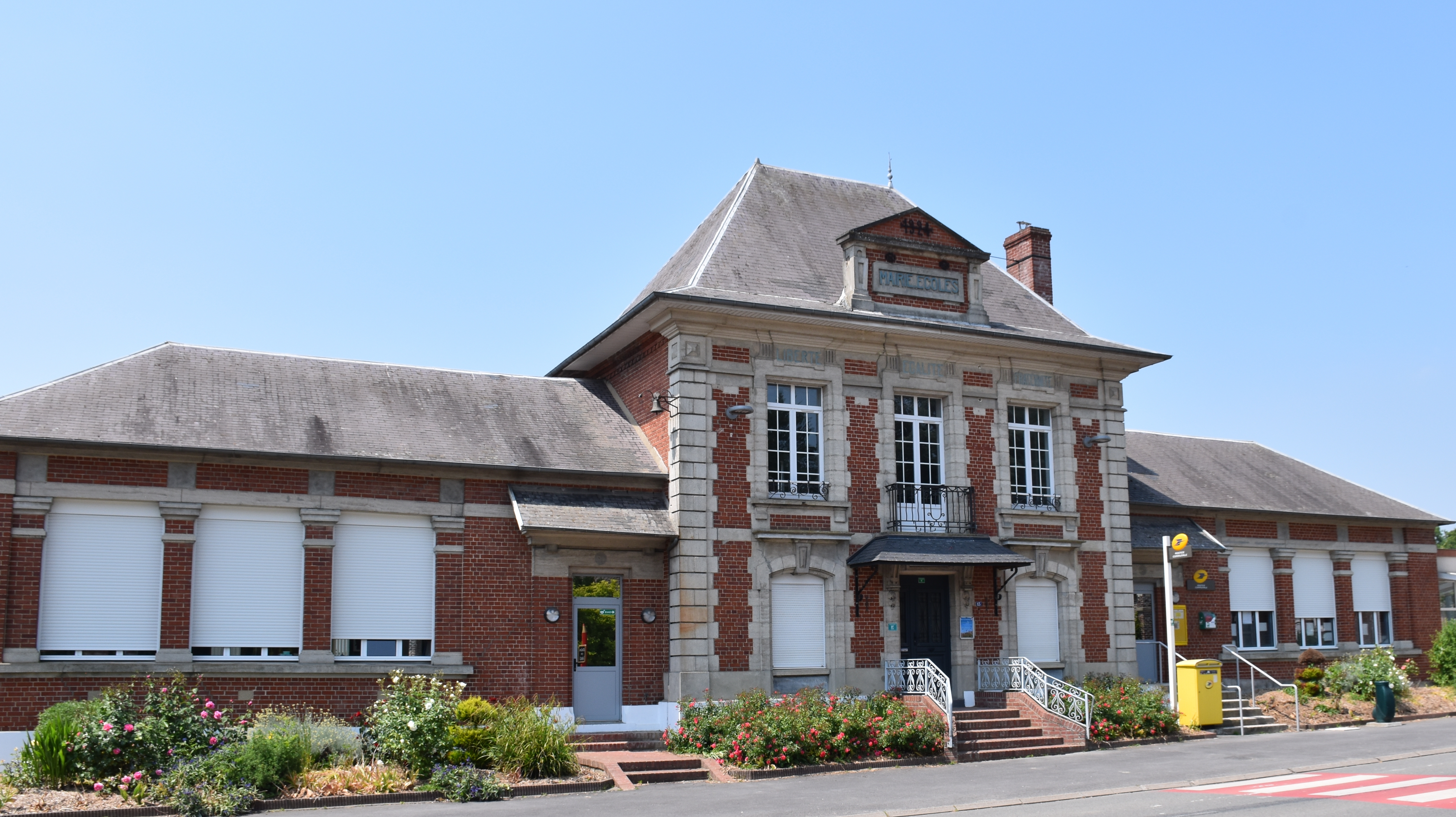
La mairie.

### Découpage territorial
La commune se trouve dans l'arrondissement d'Arras du département du Pas-de-Calais, depuis 1801.

#### Commune et intercommunalités
La commune est membre de la communauté de communes du Sud-Artois.

#### Circonscriptions administratives
La commune est rattachée au canton d'Avesnes-le-Comte. Avant le redécoupage cantonal de 2014, elle était, depuis 1803, rattachée au canton de Pas-en-Artois.

#### Circonscriptions électorales
Pour l'élection des députés, la commune fait partie de la première circonscription du Pas-de-Calais.

### Élections municipales et communautaires

#### Liste des maires
| Période                                  | Période                   | Identité               | Étiquette | Qualité  |
| ---------------------------------------- | ------------------------- | ---------------------- | --------- | -------- |
| Les données manquantes sont à compléter. |                           |                        |           |          |
| 1995                                     | 2014                      | Victor Andrieu         |           |          |
| 2014                                     | 2014 Démissionnaire       | Pierre Dervaux         |           | ,        |
| 2014                                     | 2020                      | Marie-Françoise Tétard |           | ,        |
| 3 juillet 2020                           | En cours (au 2 mars 2022) | Christophe Lagniez     |           | Artisan, |

## Équipements et services publics

### Enseignement
La commune est située dans l'académie de Lille et dépend, pour les vacances scolaires, de la zone B.
Elle administre une école élémentaire en regroupement pédagogique intercommunal (RPI 24).

### Justice, sécurité, secours et défense
La commune dépend du tribunal judiciaire d'Arras, du conseil de prud'hommes d'Arras, de la cour d'appel de Douai, du tribunal de commerce d'Arras, du tribunal administratif de Lille, de la cour administrative d'appel de Douai, du pôle nationalité du tribunal judiciaire d'Arras et du tribunal pour enfants d'Arras.

## Population et société

### Démographie
Les habitants de la commune sont appelés les Foulquois.

#### Évolution démographique
L'évolution du nombre d'habitants est connue à travers les recensements de la population effectués dans la commune depuis 1793. Pour les communes de moins de 10 000 habitants, une enquête de recensement portant sur toute la population est réalisée tous les cinq ans, les populations de référence des années intermédiaires étant quant à elles estimées par interpolation ou extrapolation. Pour la commune, le premier recensement exhaustif entrant dans le cadre du nouveau dispositif a été réalisé en 2004.

En 2022, la commune comptait 393 habitants, en évolution de −11,09 % par rapport à 2016 (Pas-de-Calais : −0,72 %, France hors Mayotte : +2,11 %).
| 1793 | 1800 | 1806 | 1821 | 1831 | 1836 | 1841 | 1846 | 1851 |
| ---- | ---- | ---- | ---- | ---- | ---- | ---- | ---- | ---- |
| 755  | 682  | 801  | 883  | 944  | 928  | 908  | 884  | 865  |

| 1856 | 1861 | 1866 | 1872 | 1876 | 1881 | 1886 | 1891 | 1896 |
| ---- | ---- | ---- | ---- | ---- | ---- | ---- | ---- | ---- |
| 850  | 838  | 865  | 807  | 795  | 768  | 738  | 698  | 668  |

| 1901 | 1906 | 1911 | 1921 | 1926 | 1931 | 1936 | 1946 | 1954 |
| ---- | ---- | ---- | ---- | ---- | ---- | ---- | ---- | ---- |
| 676  | 666  | 695  | 507  | 595  | 529  | 481  | 482  | 438  |

| 1962 | 1968 | 1975 | 1982 | 1990 | 1999 | 2004 | 2006 | 2009 |
| ---- | ---- | ---- | ---- | ---- | ---- | ---- | ---- | ---- |
| 443  | 404  | 388  | 389  | 383  | 466  | 478  | 474  | 475  |

| 2014 | 2019 | 2022 | - | - | - | - | - | - |
| ---- | ---- | ---- | - | - | - | - | - | - |
| 449  | 420  | 393  | - | - | - | - | - | - |

#### Pyramide des âges
En 2018, le taux de personnes d'un âge inférieur à 30 ans s'élève à 34,8 %, soit en dessous de la moyenne départementale (36,7 %). À l'inverse, le taux de personnes d'âge supérieur à 60 ans est de 25,9 % la même année, alors qu'il est de 24,9 % au niveau départemental.
En 2018, la commune comptait 218 hommes pour 209 femmes, soit un taux de 51,05 % d'hommes, largement supérieur au taux départemental (48,5 %).
Les pyramides des âges de la commune et du département s'établissent comme suit.
| Hommes | Classe d’âge | Femmes |
| ------ | ------------ | ------ |
| 0,0    | 90 ou +      | 1,9    |
| 7,5    | 75-89 ans    | 9,7    |
| 17,3   | 60-74 ans    | 15,5   |
| 22,0   | 45-59 ans    | 19,9   |
| 18,7   | 30-44 ans    | 18,0   |
| 17,3   | 15-29 ans    | 16,5   |
| 17,3   | 0-14 ans     | 18,4   |

| Hommes | Classe d’âge | Femmes |
| ------ | ------------ | ------ |
| 0,5    | 90 ou +      | 1,6    |
| 5,6    | 75-89 ans    | 8,9    |
| 16,7   | 60-74 ans    | 18,1   |
| 20,2   | 45-59 ans    | 19,2   |
| 18,9   | 30-44 ans    | 18,1   |
| 18,2   | 15-29 ans    | 16,2   |
| 19,9   | 0-14 ans     | 17,9   |

## Culture locale et patrimoine

### Lieux et monuments
- L'église Notre-Dame. Détruite pendant la Première Guerre mondiale, elle est reconstruite après 1918[43]. Elle héberge une statue du Christ en croix inscrite au titre d'objet des monuments historiques depuis le 18 novembre 1975[44]
- Le monument aux morts surmonté d'une croix de guerre[45].
- Les deux cimetières militaires sur le territoire de la commune :
  - Le Foncquevillers Military Cemetery au nord-ouest du village
  - le Nouveau cimetière de Gommecourt Wood au sud-est, route de Gommecourt.

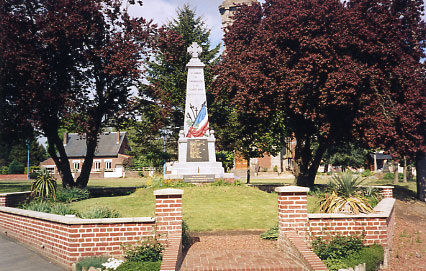
Le monument aux morts.
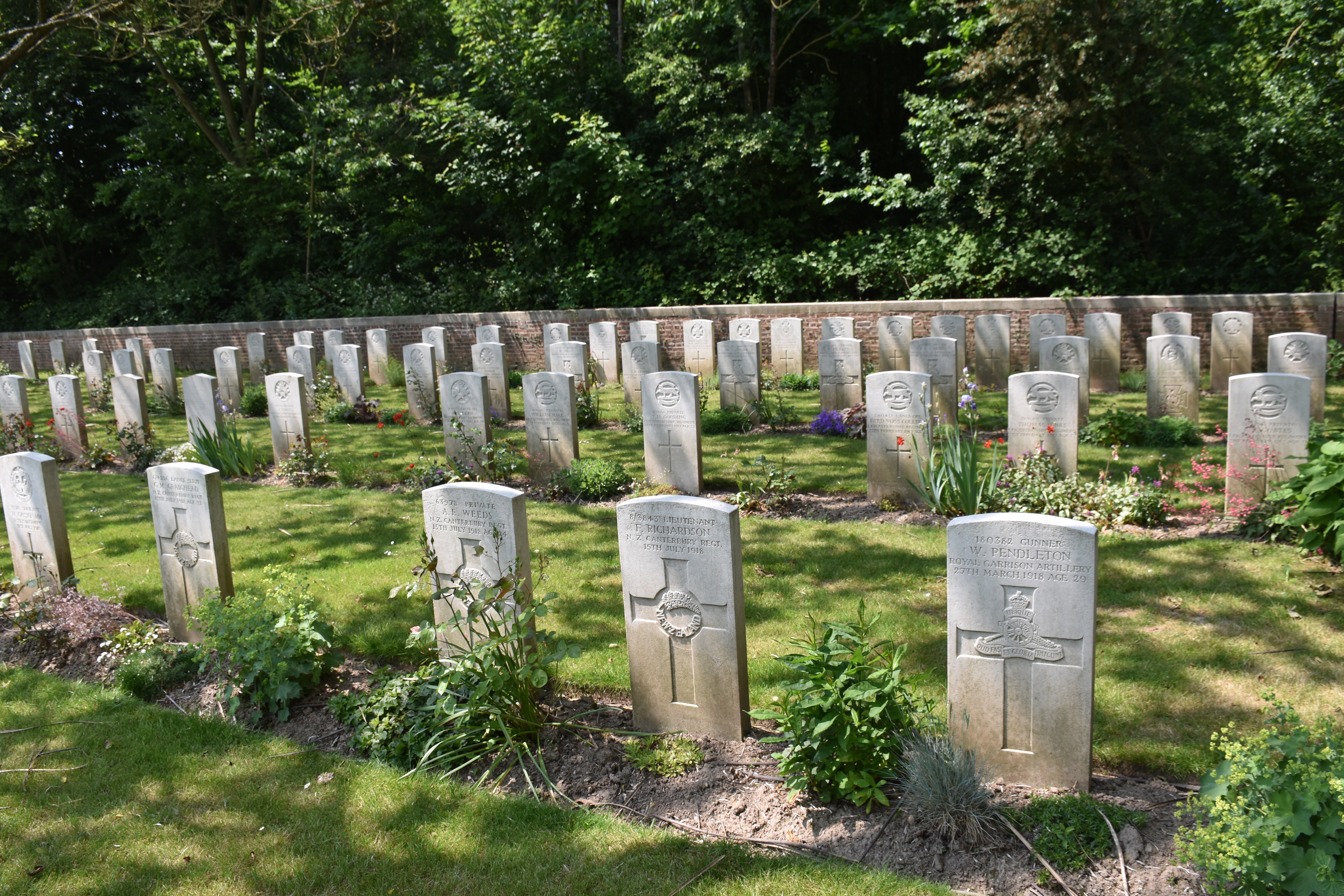
Le Foncquevillers Military Cemetery .
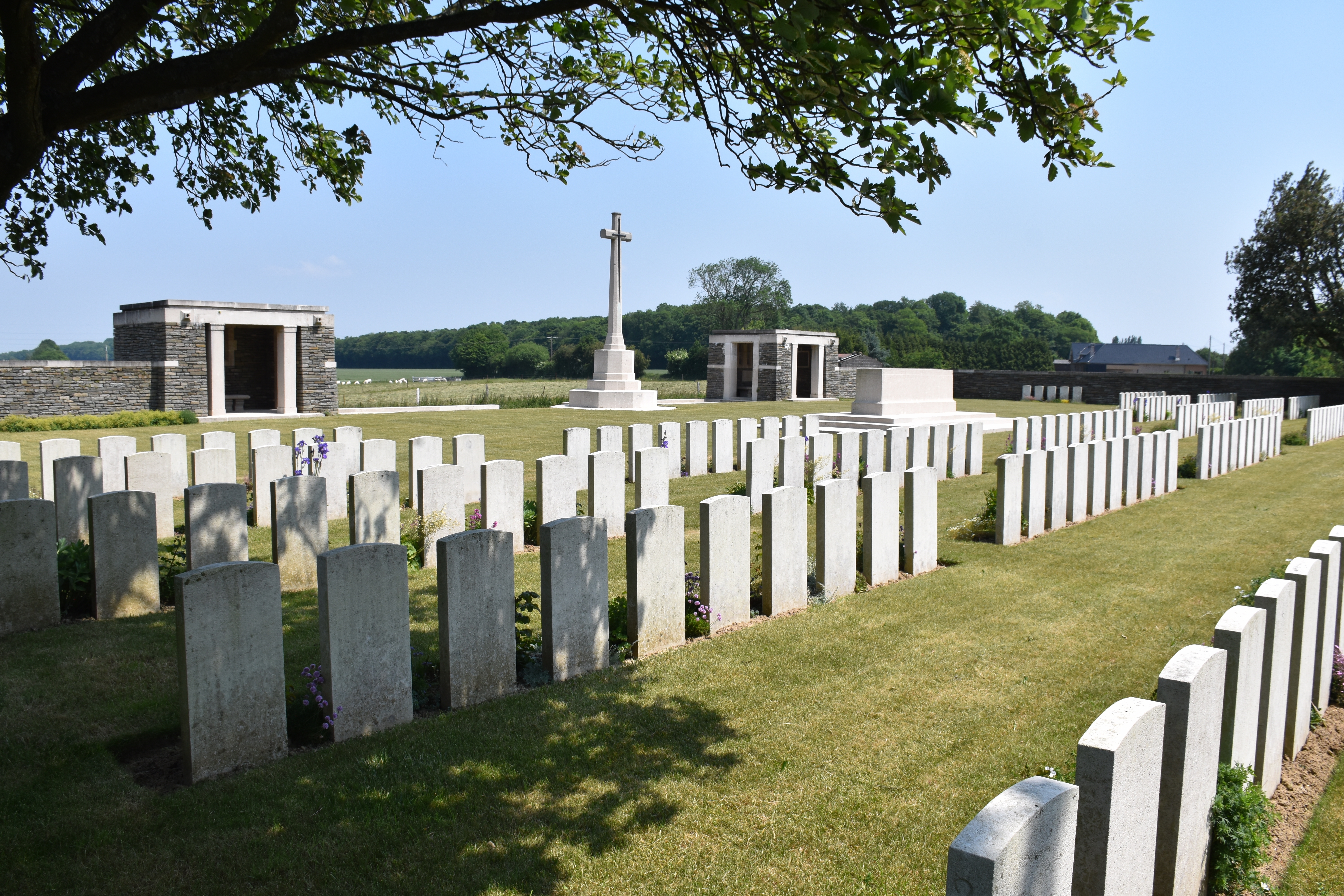
Le nouveau cimetière de Gommecourt Wood.

### Personnalités liées à la commune
- Marcel Casadesus (1882-1914), violoncelliste, il fait partie de la famille musicienne des Casadesus, mort dans la commune.

### Héraldique
| Blason de Foncquevillers | Blason  | De gueules à la fasce d'argent accompagnée en chef de deux merlettes du même et en pointe, à dextre, d'une crosse d'or et, à senestre, d'un guidon d'argent chargé d'une aigle de sable et attaché à une hampe d'or, le tout accosté de deux fleurs de lis du même. Ornements extérieursCroix de guerre 1914-1918 |
| Blason de Foncquevillers | Détails | Adopté par la municipalité le 31 mars 1992. |

## Pour approfondir